# Charles Dumont de Sainte-Croix
Charles Henri Frédéric Dumont de Sainte-Croix (Oisemont, 27 april 1758 - 8 januari 1830) was een Franse jurist en amateurornitholoog.  Hij was jurist van beroep en daarnaast natuuronderzoeker en lid van een paar wetenschappelijke gezelschappen. Hij was de vogelkundige medewerker aan de prestigieuze encyclopedie Dictionnaire des Sciences Naturelles (1816 - 1830). 

## Familie
Hij werd geboren als de zoon van de advocaat Jean Charles Nicoles Dumont de Sainte-Croix (†1798). Dumont de Sainte-Croix kreeg een dochter (Clémence) die huwde met de ornitholoog René Primevère Lesson.

## Publicaties
Hij beschreef in de Dictionnaire des Sciences Naturelles alle toen bekende vogelsoorten, ook soorten van andere continenten in het bezit van het Muséum national d'histoire naturelle. Daarom staan in deze encyclopedie ook soorten die voor het eerst geldig werden beschreven waaronder het rood boshoen (Megapodius reinwardt). Hij wist dat Temminck deze soort, afkomstig van Ambon, kort daarna zou beschrijven.

### Overige publicaties (juridisch)
- 1803: Dictionnaire forestier.
- 1811: Code des contributions directes.
- 1820: Nouveau style des huissiers.
- 1831: Manuel complet des maires, des conseils municipaux et des commissaires de police
- Zonder datum: Manuel des émigrés et déportés.

- Bibliothèque nationale de France: cb12433668r (data)
- Gemeinsame Normdatei: 117663174
- International Standard Name Identifier: 0000 0000 8380 8259
- Library of Congress Control Number: n88058318
- Nederlandse Thesaurus van Auteursnamen: 13066085X
- Système universitaire de documentation: 07339596X
- Virtual International Authority File: 49316663
- WorldCat: E39PBJkxGBWb7WxxMdgTcBTCQq